# Mediana wieku ludności

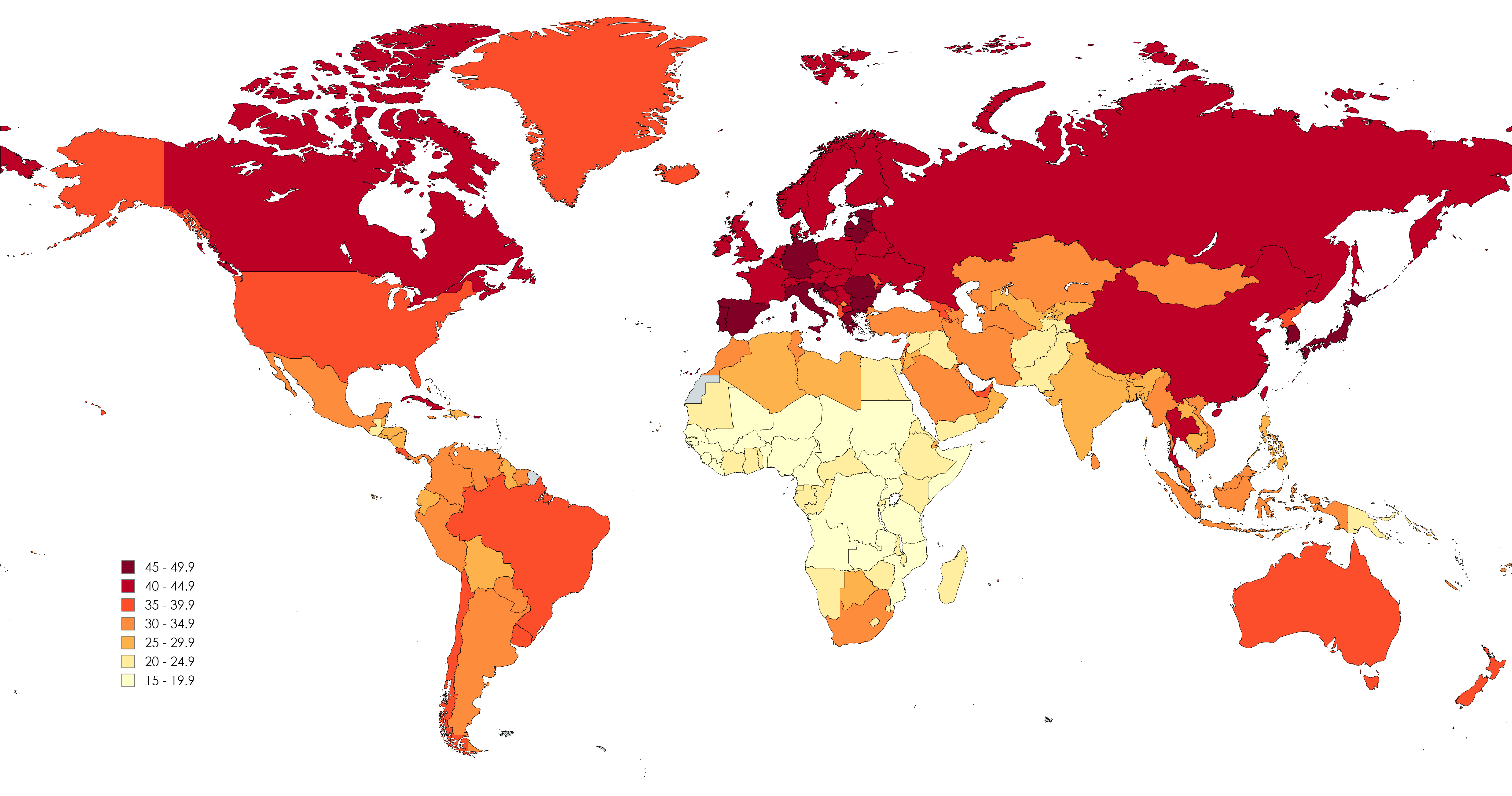
Mediana wieku ludności na świecie (2024)

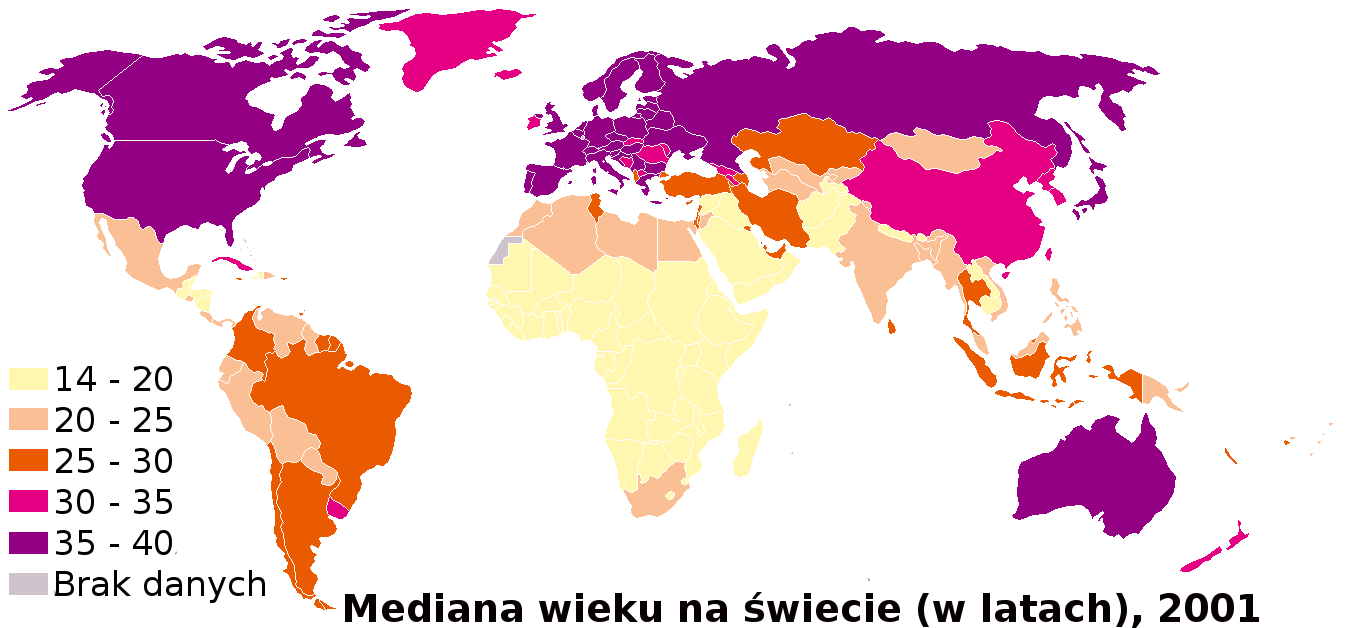
Mediana wieku ludności na świecie (2001)

Mediana wieku ludności – miara określająca najmniejszy wiek, którego nie osiągnęła połowa roczników badanego społeczeństwa, a która została przekroczona przez drugą połowę. 
Światowa mediana wieku ludności w 2020 roku wynosiła 31 lat. 
Mediana w Polsce wynosiła w 1990 roku 32,3 lat, w 2000 roku 35,4 lat, w 2010 roku 38 lat, w 2020 roku 41,6 lat, w 2023 roku 42,8 lat. Przewiduje się, że w 2060 roku wyniesie 50,25 lat co związane jest ze starzeniem się społeczeństwa polskiego.
W oparciu o medianę wieku ludności A. Maksimowicz zaproponowała w 1990 roku stworzenie jednego ze wskaźników skali starości demograficznej.